# 丹麥琥珀屋
丹麥琥珀屋（House of Amber）是丹麥一家琥珀首饰生产商。该公司由丹麦人Einer Fehrn于1933年创立。2007年，Dansk Generationsskifte A/S 接管了该公司。2008年，丹麥琥珀屋进入中国市场。